# Миндубаева, Юлия Халиловна
Миндуба́ева, Ю́лия Хали́ловна (род. 12 августа 1986, Саратов, СССР) — российский топ-менеджер, исполнительный директор группы компаний START, основным бизнесом которой является онлайн-кинотеатр START. Персона 2021 года по версии «Ведомостей».

## Достижения
Окончила «Высшую школу экономики». В 2013 году стала директором департамента развития бизнеса в «СТС Медиа». В 2014-м запустила направление анимации, продюсировала сериалы «Три кота» и «Царевны».
В 2018 году стала генеральным директором онлайн-кинотеатра START. В 2020-м — генеральным директором одноимённой группы компаний, в которую входит онлайн-кинотеатр, студия, производящая оригинальные проекты, направление дистрибуции контента All Media, рекламное направление START ADS, телеканалы START AIR и START WORLD. В 2022 году Юлия вступила в должность исполнительного директора группы.
За время работы Миндубаевой START выпустил более 100 оригинальных проектов, включая такие проекты как «Содержанки», «Два холма», «Вампиры средней полосы», «Контейнер», «Алиса не может ждать» и другие фильмы, сериалы и документальные проекты. В первом полугодии 2021 года сервис занял занял пятую позицию среди крупнейших игроков с долей 6,8 %. Количество подписчиков достигло 1,8 млн, из них 40 % за пределами России.. По итогам 2022 года START входит в топ-5 онлайн-кинотеатров России и СНГ по выручке (согласно отчетам TelecomDaily и «ТМТ Консалтинг»). 
Выручка видеосервиса росла темпами выше рыночных: в 2020 г. она увеличилась в 2,7 раза до 1,75 млрд руб., по итогам первых шести месяцев 2021 года — на 63 % до 1,24 млрд руб. Выручка всего холдинга в 2020 году составила 3,05 млрд руб., чистая прибыль — 637 млн.
В 2021 году Миндубаева вошла в список «Высшие руководители. Топ-250» по версии «Коммерсанта» и стала персоной года по версии «Ведомостей».
Юлии Миндубаевой принадлежит 2,5 % компании.